# Brombakfiets

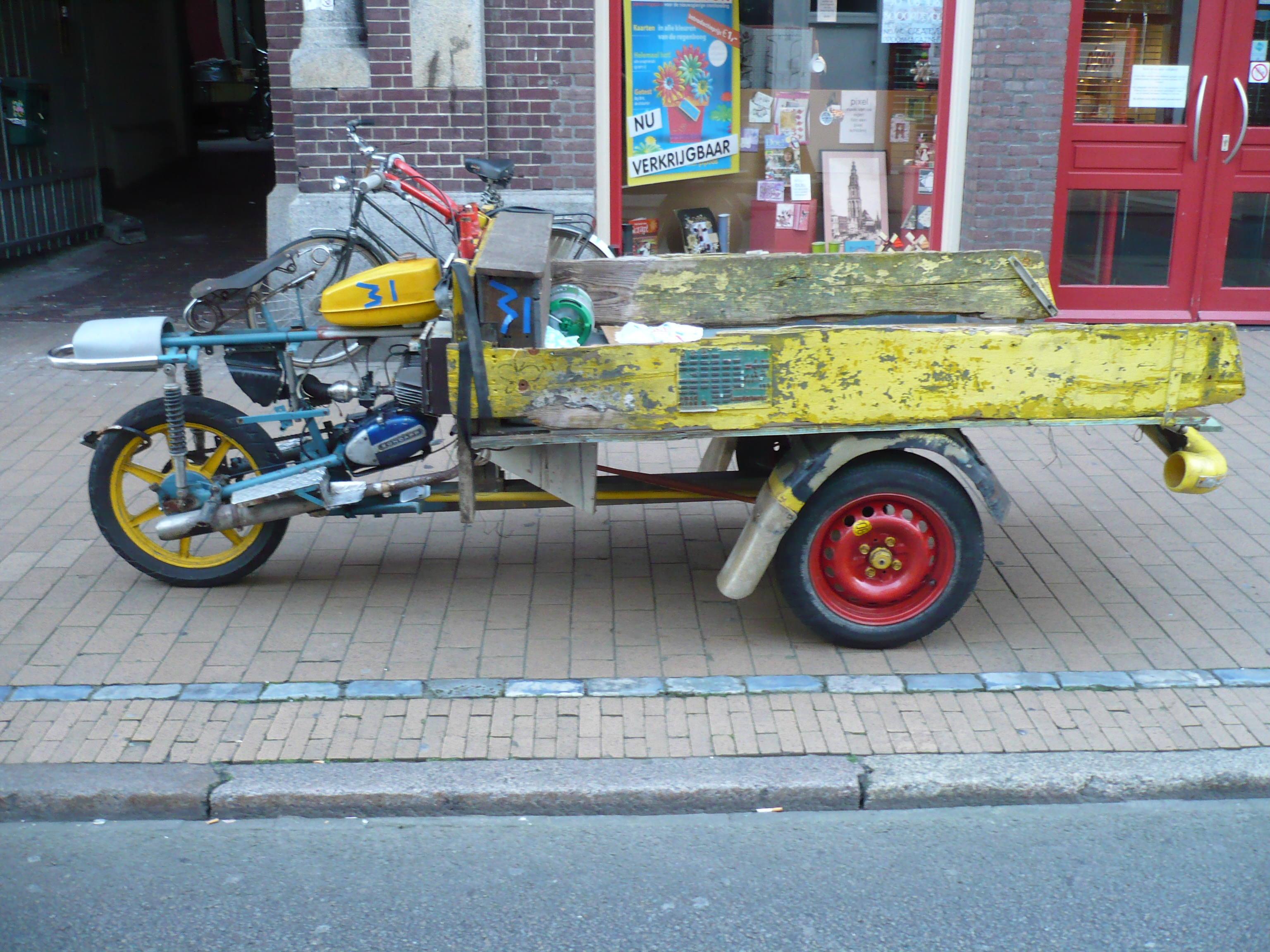
Brombakfiets in Groningen

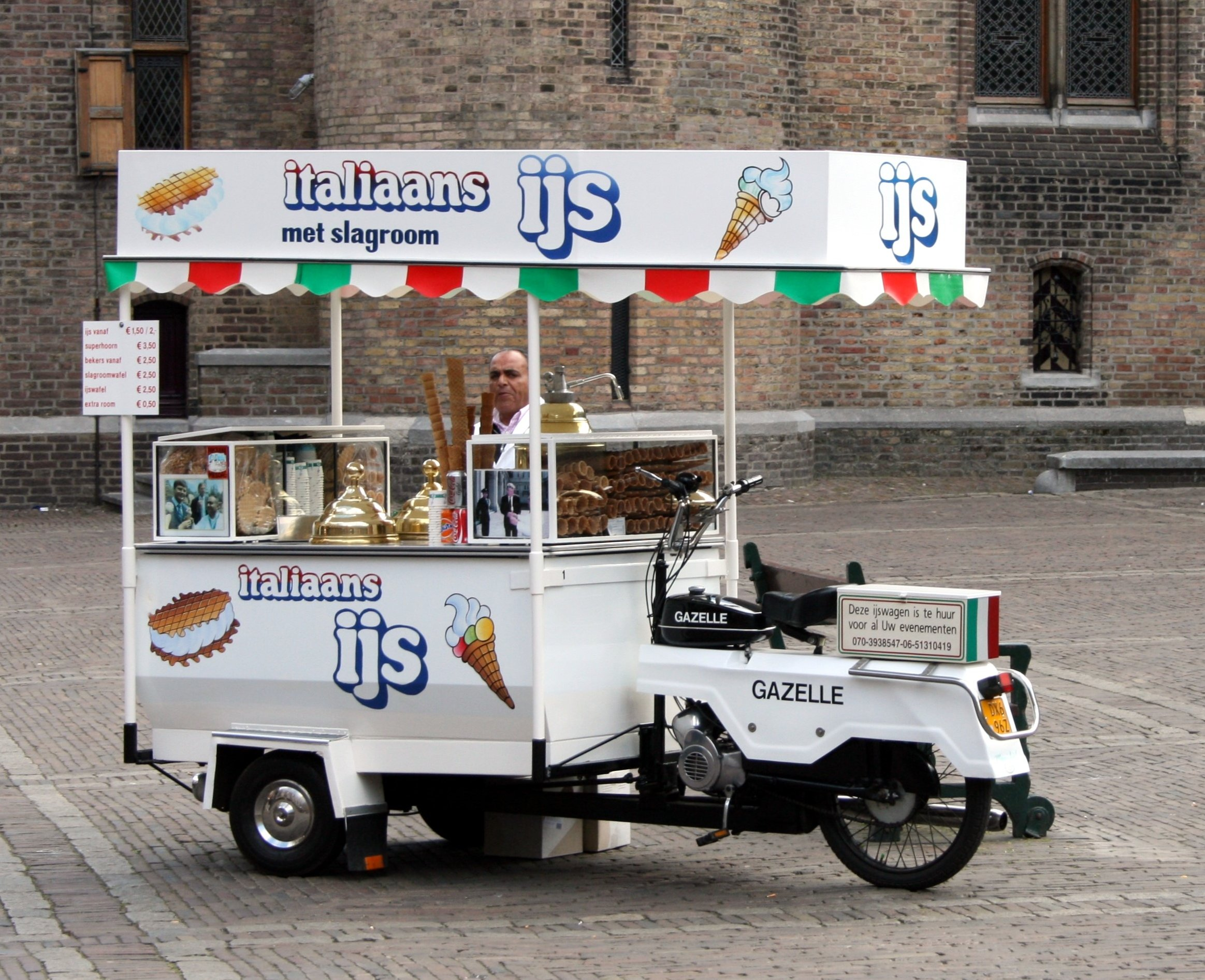
Brombakfiets voor ijs in Den Haag

Een brombakfiets, ook wel bakbrommer genaamd, is een driewielig voertuig - een bakfiets - aangedreven door een hulpmotor. 

## Twee typen
Er zijn twee typen, gebaseerd op verschil in de stuurwijze van de bakbrommer:
- Zwenkbak
- Fuseebesturing

Het zwenkbakmodel is te vergelijken met een ouderwetse bakfiets met een hulpmotor, waarbij de hele centrale vooras draait op 1 centraal punt. Dit doet de berijder door de hele laadbak te draaien.
Bij fuseebesturing stuurt elk voorwiel op een eigen draaipunt, zoals bij een auto. De bak zelf hoeft dus niet te worden gedraaid om te kunnen sturen.
Dit laatste model wordt vaak aangeduid als Apollo, omdat de meeste exemplaren van dit type van het merk Apollo zijn. (Het ontwerp is echter van Gazelle, na faillissement door Apollo overgenomen).

## Regelgeving
In de Nederlandse regelgeving is een brombakfiets gedefinieerd als: 
... bromfiets op drie symmetrisch geplaatste wielen, met twee voorwielen en uitsluitend ingericht voor het vervoer van de bestuurder en van goederen en eventueel van een achter de bestuurder gezeten passagier.
Voor de bakbrommer gelden speciale regelingen, zo is het dragen van een helm voor bestuurder of passagier niet verplicht. Dit is vastgelegd in RVV art 60 lid 2b
Artikel 60
1.De bestuurder en de passagiers van bromfietsen [...] moeten een goed passende helm dragen [....].
2.Het eerste lid geldt niet voor:
b. de bestuurder en de achter hem zittende passagier van een brombakfiets;
Daarnaast moeten sinds 1 juli 2017 bestuurders van een bromfiets op drie wielen gebruikmaken van de rijbaan, ook wanneer daar een verplicht bromfietspad naast ligt. Dit is vastgelegd in RVV art 6 lid 3:
Artikel 6
1 Bromfietsers gebruiken het fiets/bromfietspad.
3 Bestuurders van bromfietsen op meer dan twee wielen en bromfietsen met aanhangwagen, die met inbegrip van de lading breder zijn dan 0,75 meter, gebruiken de rijbaan.
Het vervoeren van mensen in de bak is daarentegen verboden. Met het ingaan van de nieuwe wet op de motorvoertuigen wordt de bak als laadruimte gezien, en daardoor niet geschikt geacht voor het vervoeren van personen.
Het vervoeren van een passagier op een zitplaats achter de bestuurder is wel toegestaan.

## Uitvoeringen en merken
Oudere brombakfietsen hebben meestal een tweetakt verbrandingsmotor, later kwamen er ook modellen met een viertakt verbrandingsmotor.
Moderne uitvoeringen als de Deense Tripl en de Nederlandse CargoBee hebben een elektromotor als aandrijving.
Bekende merken brombakfietsen zijn Lely, CargoBee, Huisman, Monark en Gazelle, Batavus en Cyrus.